# Prunus arabica
Prunus arabica är en rosväxtart som först beskrevs av Daniel Oliver, och fick sitt nu gällande namn av Robert Desmond Meikle. Prunus arabica ingår i släktet prunusar, och familjen rosväxter. Inga underarter finns listade i Catalogue of Life.
Arten förekommer med flera små populationer i östra Oman, Förenade arabemiraten, Mellanöstern och fram till södra Turkiet och västra Iran. Den växer i kulliga regioner och i bergstrakter mellan 150 och 2000 meter över havet. Prunus arabica hittas ofta i bergssprickor. Den ingår i öknar, stäpper, savanner och buskskogar. I torra regioner finns azarolhagtorn, Prunus korschinskii, Quercus calliprinos och Quercus infectoria nära denna växt. I Turkiet hittas den ofta tillsammans med arter av släktena Atriplex, Artemisia, Ephedra, Prunus korschinskii och Ziziphus spina-christi. På sydöstra Arabiska halvön förekommer Moringa peregrina, Artemisia sieberi, Ficus johannis och Ephedra pachyclada i närheten.
Beståndet hotas av landskapsförändringar och av bränder. IUCN listar arten som nära hotad (NT).